# Estación de Sodupe (FC de La Robla)
Sodupe es una estación ferroviaria clausurada situada en la población de Sodupe en el municipio español de Güeñes, en el País Vasco. Formó parte de la red de la Compañía del Ferrocarril Hullero de La Robla a Valmaseda y Luchana, hasta su incorporación a FEVE en 1972. En 1975 fue clausurada ante la inviabilidad económica de mantener dos trazados ferroviarios casi paralelos en el cauce del Cadagua.

## Historia
La historia de esta estación empieza el 1 de diciembre de 1902, fecha en la cual el Ferrocarril Hullero de La Robla a Valmaseda abrió al tráfico su propio enlace hasta Luchana, en la ría de Baracaldo para evitar el pago de peajes a la Compañía del Ferrocarril de Santander a Bilbao, conectando así con la línea de Bilbao a Portugalete, germen de la actual C-1 de Cercanías de Bilbao. La estación apareció por primera vez en el Anuario de Ferrocarriles de 1903, como estación de 3.ª categoría.
Por discrepancias con la Compañía del Ferrocarril de Santander a Bilbao, la Compañía de los Ferrocarriles de La Robla estableció entre su estaciones de Aranguren e Iráuregui, en enero de 1911, un nuevo tramo fundamentalmente en la orilla derecha del Río Cadagua para evitar compartir las vías, lo que no impidió que debiera cruzarlas al sur de la antigua estación de Aldanondo. El acuerdo entre ambas compañías posibilitó que los trenes de la Compañía de los Ferrocarriles de La Robla pudieran partir directamente desde Bilbao sin transbordo hasta La Robla (León). El 15 de enero de 1911 se habilitó el servicio directo de La Robla a Bilbao, con el enlace a la altura de Aldanondo, desviaba el tráfico hacia Iráuregui (del FC de la Robla) o Iráuregui Cantábrico (la original del FC del Cadagua). Esta conexión se mantuvo hasta la intervención de FEVE en 1975. En 1924 se acometieron pequeñas reformas en el edificio de viajeros de la estación.
Estallada la Guerra Civil y desde el año 1936 hasta la caída de Bilbao, el 19 de junio de 1937, las instalaciones pasaron a ser gestionada por los Ferrocarriles de Euzkadi, manteniéndose el servicio durante la contienda sin interrupciones significativas. Desde el 1 de agosto de 1962 el ente estatal Explotación de Ferrocarriles por el Estado (EFE) se hizo cargo de la línea Santander-Bilbao, siendo transferida a FEVE en 1965. La Compañía de los Ferrocarriles de la Robla siguió manteniendo aún su tendido casi paralelo desde Luchana a Valmaseda, pero tras entrar en pérdidas a finales de los 60 debido a la disminución de pasajeros, se declaró en quiebra, renunció a la explotación y acabó siendo también transferida a FEVE el 6 de marzo de 1972. 
Al darse la circunstancia de poseer ambos ferrocarriles en el valle del río Cadagua, FEVE resolvió en 1975 mantener el enlace de las líneas Bilbao-León y Bilbao-Santander en la estación de Aranguren, volviendo a la situación anterior a 1911. A partir de entonces, los trenes procedentes de León o Santander llegan a Iráuregui por la misma vía, quedando la variante hasta Luchana sólo para trenes de transporte de mercancías, ya en vía única de ancho métrico sin electrificar y desmantelando el resto de las líneas de la antigua Compañía de los Ferrocarriles de La Robla entre Valmaseda y Aldanondo. La actuación incluyó eliminar un tramo de vía de la Compañía del Ferrocarril de Santander a Bilbao en los alrededores de la estación de Iráuregui así como la propia estación, más próxima al cauce del Cadagua, uniendo los trazados restantes. La actuación también contempló la clausura de la estación de Aldanondo y la de esta propia estación, suponiendo el cierre de todas estas instalaciones.